# 陰陽界 (1988年)
陰陽界，1988年中國出品之劇情片，為電影《歡樂英雄》的續集。由福建電影製片廠製片，吳子牛導演，背景是閩南地區，故事發生在1935年鬼節前後。
本片雖名為「陰陽界」，但並非恐怖片。劇情描述村民在一名中共地下黨員被殺後，化解恩怨，反抗國民黨地方政府及鄉團。編劇司馬小加為導演吳子牛之妻，所改編的原作正是其父司馬文森所著小說《風雨桐江》。電影於1988年7月開拍，和原著相比，捨棄不少描寫城市的橋段，而更聚焦於鄉村。

## 工作人員
- 導演：吳子牛
- 編劇：司馬小加
- 製片：王利軍、王紹基
- 製片主任：邱曼夫
- 原著：司馬文森
- 責任編輯：陳漠波
- 副導演：張明志、陳漠波
- 攝影：楊尉、劉俊雲
- 副攝影：鄭文昌
- 美術：唐佩軍、趙少平
- 副美術：唐皖閩、林芝菡
- 作曲：施萬春
- 演奏：中央樂團
- 指揮：方國慶
- 錄音：陳炳廉
- 剪輯：鄭榕雲
- 服裝：劉惠芳
- 化妝：楊茂榕
- 道具：陳熙
- 照明：孫建平
- 造型設計：張幫寵
- 背景設計：林其富
- 煙火設計：王勇秋
- 擬音：楊來祥

## 演員
- 申軍誼 (飾 許三多)
- 金棣 (飾 白苦茶)
- 楊兆權 (飾 許天雄)
- 涂們 (飾 話大頭)
- 胡小玲 (飾 話大姑)
- 廖京生 (飾 林雄模)
- 姚文泰 (飾 萬正)
- 洪宇宙 (飾 吳添才)
- 徐守莉 (飾 王蒜)
- 叢培信 (飾 吳為民)
- 黃二彭 (飾 大林)
- 杜冶國 (飾 三福)
- 李玉生 (飾 許果)
- 李強 (飾 陳聰)
- 陳煒 (飾 葉兒)
- 張惠珍 (飾 沈夫人)
- 賴中原 (飾 老白)
- 張帆 (飾 三多娘)
- 馬石躍
- 溫敦瓊
- 黨建新
- 張明志
- 庄海土
- 徐子明
- 黃傳
- 劉波
- 徐芳毅

## 獲獎
- 第九屆金雞獎：最佳導演（吳子牛）、最佳女主角（徐守莉）[2]
- 第十二屆百花獎：最佳男配角（申君誼）、廣播電影電視部優秀影片

## 外部連結
- 时光网上《陰陽界》的資料（简体中文）
- 豆瓣电影上《陰陽界》的資料 （简体中文）